# Iglesia de San Boal (Salamanca)
La iglesia de San Boal es un templo barroco ubicado en Salamanca.

## Historia
Dedicada a San Baudilio o Boal en 1125 se reformó en 1740. A esta reforma corresponde la puerta, los escudos de Herrera y Enrique de Sevilla, la placa dedicada al mecenas Juan Antonio Guzmán, III marqués de Almarza, y la hornacina con la imagen de San Boal, obra de Simón Gavilán Tomé. A los pies conserva una torre del siglo XIV, levantada por Pedro de Lanestosa "El Viejo".
En el interior presenta un retablo barroco realizado entre 1740 y 1792 por los tallistas Eustaquio Román, Miguel Martínez y Tomás Monroy.
En esta iglesia se desarrolla la leyenda de la marquesa de Almarza, María Manuela de Moctezuma, que volvió a la vida durante su velatorio cuando un criado, o el sacristán de la iglesia según la versión, intentó robarle el anillo en 1768.